# 菜の花すみれと富田麻帆のサタデーナイトチャレンジ
菜の花すみれと富田麻帆のサタデーナイトチャレンジ（なのはなすみれととみたまほのサタデーナイトチャレンジ）は、2006年10月6日から2007年3月30日までラジオ関西（本放送）と音泉（再配信）で放送・配信されたラジオ番組。

## 番組概要
- パーソナリティは菜の花すみれ、富田麻帆、木谷高明。
- この番組の開始で事実上ラジオ関西金曜深夜のブロッコリー枠が復活(2007年3月30日の放送をもって終了)。
- 毎月第3週目と4週目の放送分は、毎月第1土曜日に新宿ロフトプラスワンで公開録音している。
- 番組終了後も、引き続きインターネット上で新番組の配信が行われる。

## 放送時間
- ラジオ関西 金曜27:30～28:00
- 音泉 毎週水曜日配信

| ラジオ関西 金曜27:30～28:00枠 | ラジオ関西 金曜27:30～28:00枠                    | ラジオ関西 金曜27:30～28:00枠 |
| 前番組                        | 番組名                                           | 次番組                        |
| ----------------------------- | ------------------------------------------------ | ----------------------------- |
| ‐                             | 菜の花すみれと富田麻帆のサタデーナイトチャレンジ | 西村愛のミュージック研究会    |